# Åtorp
Åtorp ist ein Ort (Småort) im Westen der schwedischen Provinz Örebro län. Er gehört zur Gemeinde Degerfors. Die nächsten größeren Ortschaften sind Degerfors Richtung Norden (16 km) und Svartå Richtung Osten (11 km); die nächste Stadt ist Karlskoga in Richtung Norden (30 km).

## Geografie
Der größere, westliche Teil Åtorps liegt in der historischen Provinz (landskap) Värmland, während sich der östliche Teil in Närke befindet. Die Grenze bildet hier der Fluss Letälven, der seinen Ursprung im See Möckeln bei Degerfors hat und rund 22 km Richtung Süden in den Skagern mündet. Im Zentrum der Ortschaft führt die Brücke Letälvsbron im Verlauf des Länsväg 204 über den Fluss.
Die umliegende Landschaft besteht größtenteils aus forstlich bewirtschafteten Nadelwäldern, Äckern und Mooren.

## Geschichte
Die ersten schriftlichen Erwähnungen gehen zurück bis in das 15. Jahrhundert. Damals nannte man den Fluss „Å“, woraus sich später der Ortsname „Åtorp“ bildete. Bereits zu dieser Zeit gab es erste Furten über den Fluss. In der Nähe des heutigen Ortsgebietes stand eine kleine Kapelle, die Skogsbo kapell, in der Reisende stoppen konnten, um gegen Gefahren auf dem Letstigen, dem mittelalterlichen Pilgerweg zwischen Kristinehamn und Örebro, zu beten.
Im Jahr 1638 begann der Bau der Nysunds kyrka. Die Holzkirche bestand zunächst nur aus einem kleinen Teil, der später das Mittelschiff bildete. Zwei Jahre später wurde die Kirche von Superintendent Jonas Niclai Oriensulanus eingeweiht. Der dreiseitige Chor wurde 1683 an der Ostseite dazugebaut. Von 1736 bis 1738 wurden die Querarme und der Turm im Westen gebaut. Das Deckengemälde wurde von dem Maler Peter Mård im Jahr 1747 fertig gestellt. Die Kirche wurde in den 1840er-Jahren renoviert.
Die Brücke Letälvsbron wurde im Jahr 1817 gebaut. An der Ostseite der Brücke befindet sich folgende Inschrift: „Må Gud hielp 1751 och hitintills har Gud hulpit.“ – In etwa: „Möge Gott 1751 helfen und bis heute hat er geholfen.“ Historiker sind sich einig, dass sich diese Inschrift auf eine ältere Holzbrücke aus dem Jahr 1751 bezieht, die ein Stück weiter nördlich gestanden haben soll. Gerüchten zufolge hat sich der Architekt der Brücke nach ihrer Fertigstellung umgebracht, da er fürchtete, sie würde bei geringster Belastung einstürzen. Die Brücke steht bis heute in ihrer Originalform, lediglich der Asphalt wurde erneuert. Es gibt keine Gewichtsbegrenzung für Fahrzeuge. Mittlerweile fahren schwere LKWs über die Brücke, um lokale Unternehmen zu beliefern. Mit einer Länge von 98 Meter ist die Letälvsbron die längste Steinbrücke in Örebro Län.
1931/1932 wurde ein Wasserkraftwerk südlich der Ortschaft erbaut und der Letälven auf seine heutige Wassertiefe gestaut. 2006 bis 2007 und 2009 wurde es umgebaut und erweitert und erzeugt jetzt jährlich 34 GWh.
Vor 2015 besaß Åtorp den Status eines Tätort, verlor diesen danach wegen zu großen Abstandes in der Wohnbebauung gemäß Tätortsdefinition. Der seither vom Statistiska centralbyrån ausgewiesene Småort umfasst nur den westlichen, värmländischen Teil des Ortes.

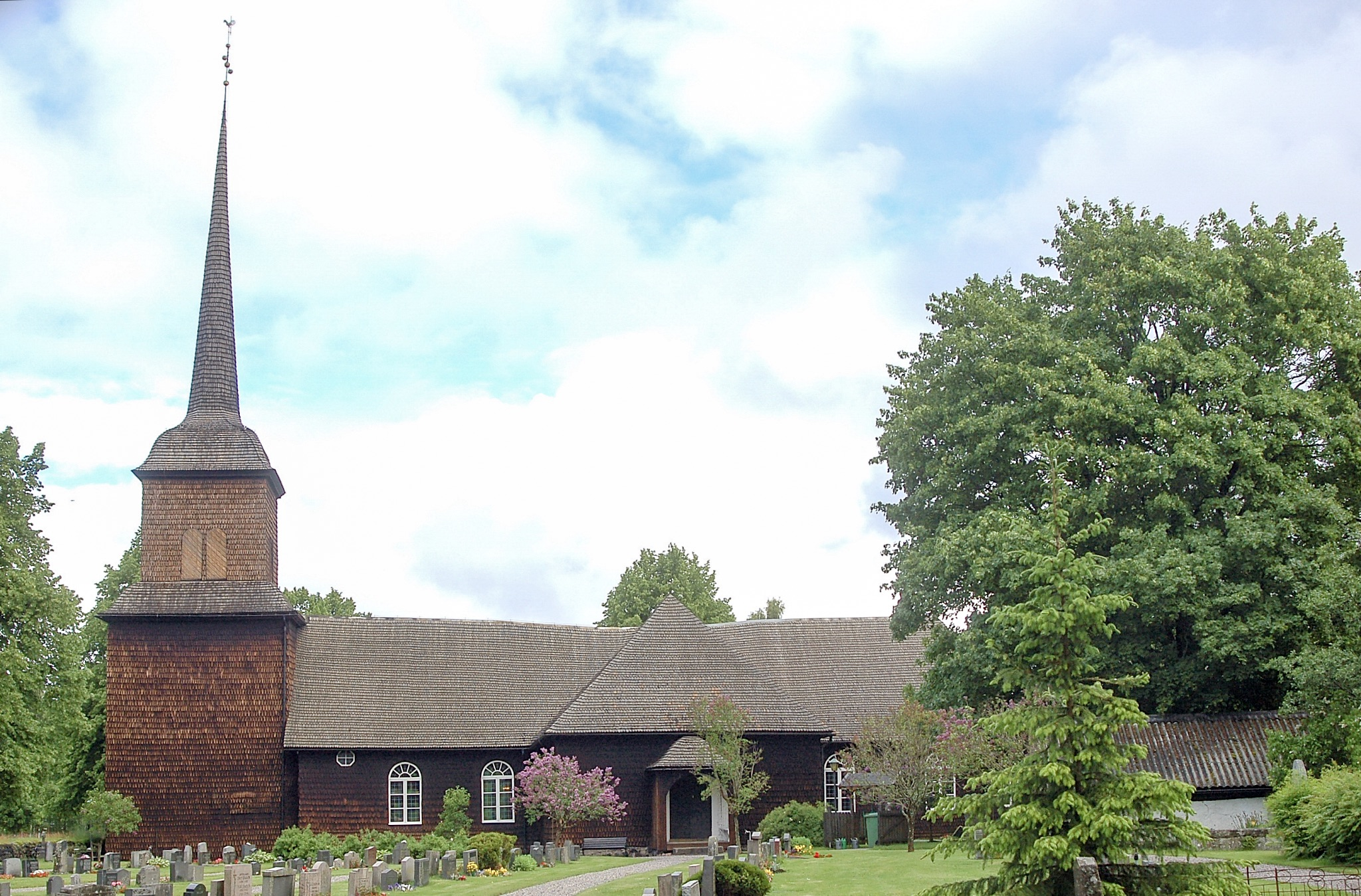
Kirche
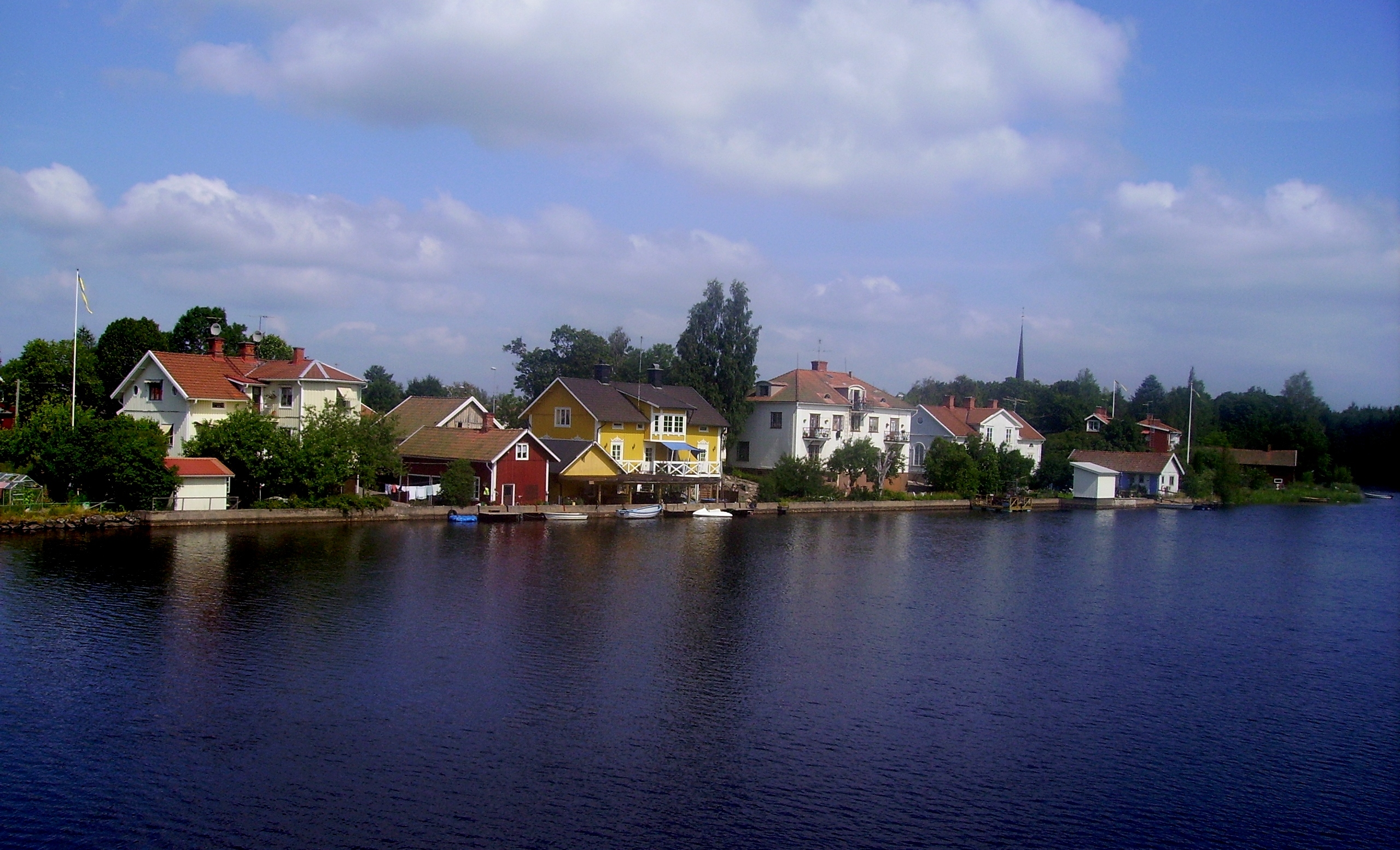
Blick vom Wasser
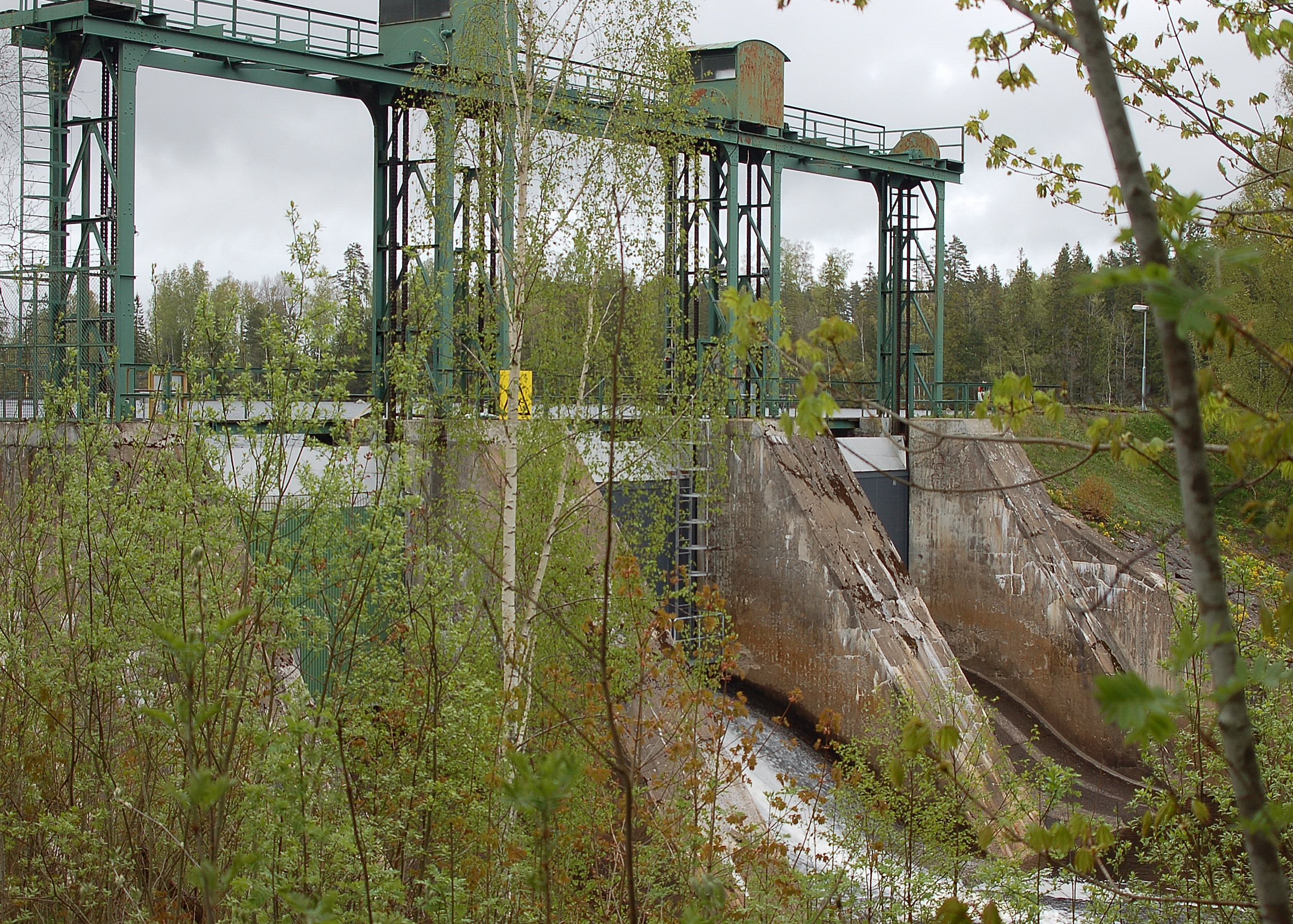
Am Kraftwerk
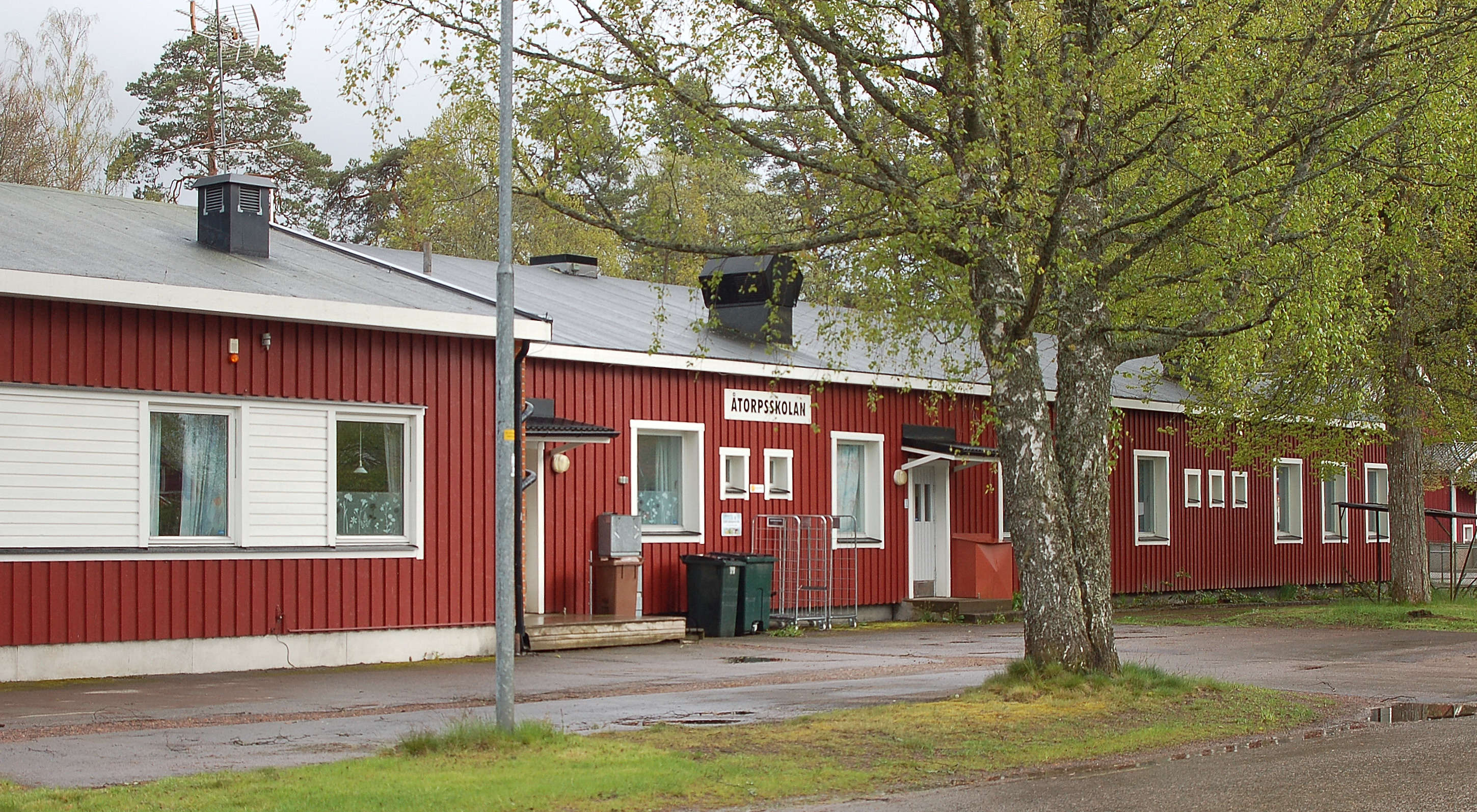
Schule
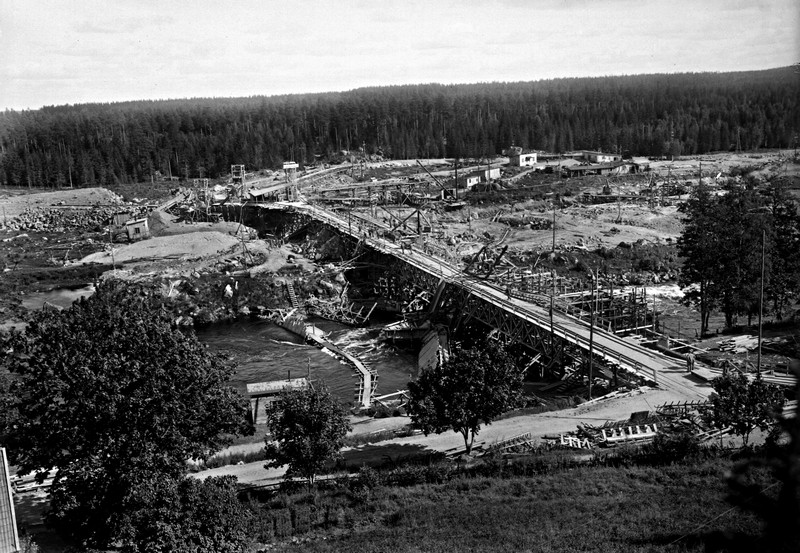
Bau des Wasserkraftwerkes Åtorp 1931/1932
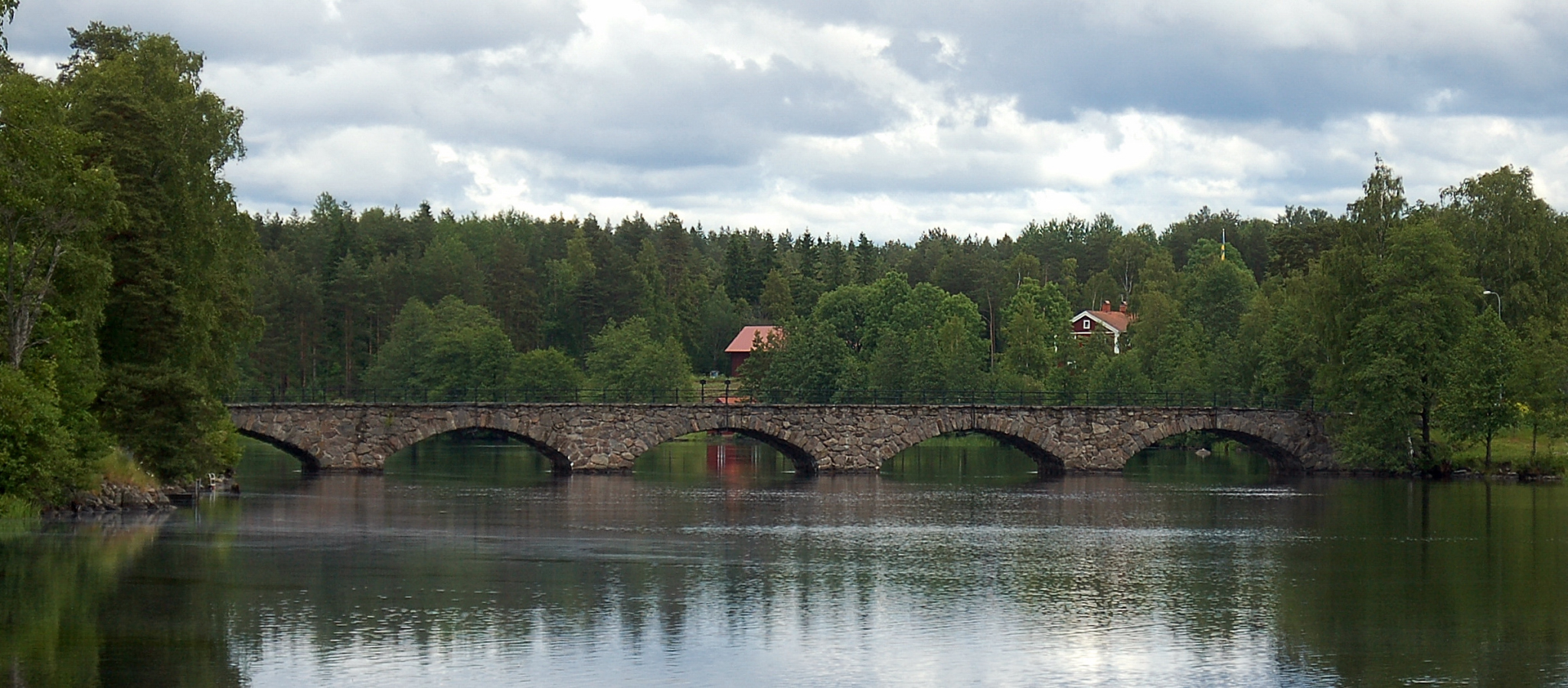
Brücke über Letälven